# NGC 3028
NGC 3028 é uma galáxia espiral (Sb) localizada na direcção da constelação de Hydra. Possui uma declinação de -19° 11' 04" e uma ascensão recta de 9 horas, 49 minutos e 54,2 segundos.
A galáxia NGC 3028 foi descoberta em 23 de Março de 1835 por John Herschel.